# Bulbophyllum jaapii
Bulbophyllum jaapii là một loài thực vật thuộc họ Orchidaceae. Đây là loài đặc hữu của Cameroon. Môi trường sống tự nhiên của chúng là vùng núi ẩm nhiệt đới hoặc cận nhiệt đới. It was described botanically năm 2001.